# Liou Cung-jüan
Liou Cung-jüan (čínsky pchin-jinem Liǔ Zōngyuán, znaky 柳宗元; 773 – 28. listopadu 819) byl čínský spisovatel, psal básně i prózu. Jeho hlavním dílem byla sbírka lyrických esejů Osm záznamů z Jung-čou (Jung-čou pa-ťi). Snažil se, spolu se svým přítelem Chan Jüem, psát prózu novým stylem, mnohem méně sešněrovaným formálními pravidly, jež měla čínská próza klasická zvaná pchien-wen, jejíž formální pravidla byla podobná klasické poezii. Byl zároveň vysokým vládním úředníkem, byť u dvora císaře Šun-cunga, zejména po pádu svého ochránce, ministra Wang Šu-wena, nebyl příliš populární a byl často posílán do vzdálených zaostalých krajů, které ho nicméně svou drsnou krajinou i životem inspirovaly k literární tvorbě, ať už satirické próze, či melancholické přírodní poezii. V jeho filozofických esejích lze nalézt stopy ateismu. Vzorem mu byl především taoista Čuang-c’.